# 小行星958
小行星958（958 Asplinda）是一颗围绕太阳公转的小行星。
該小行星以瑞典天文學家布羅爾·安斯加·阿斯普林德（Bror Ansgar Asplind）命名。

## 参数
这颗小行星的绝对星等为10.71个天文单位，自转周期为25.3小时。